# Rudolf Nardelli

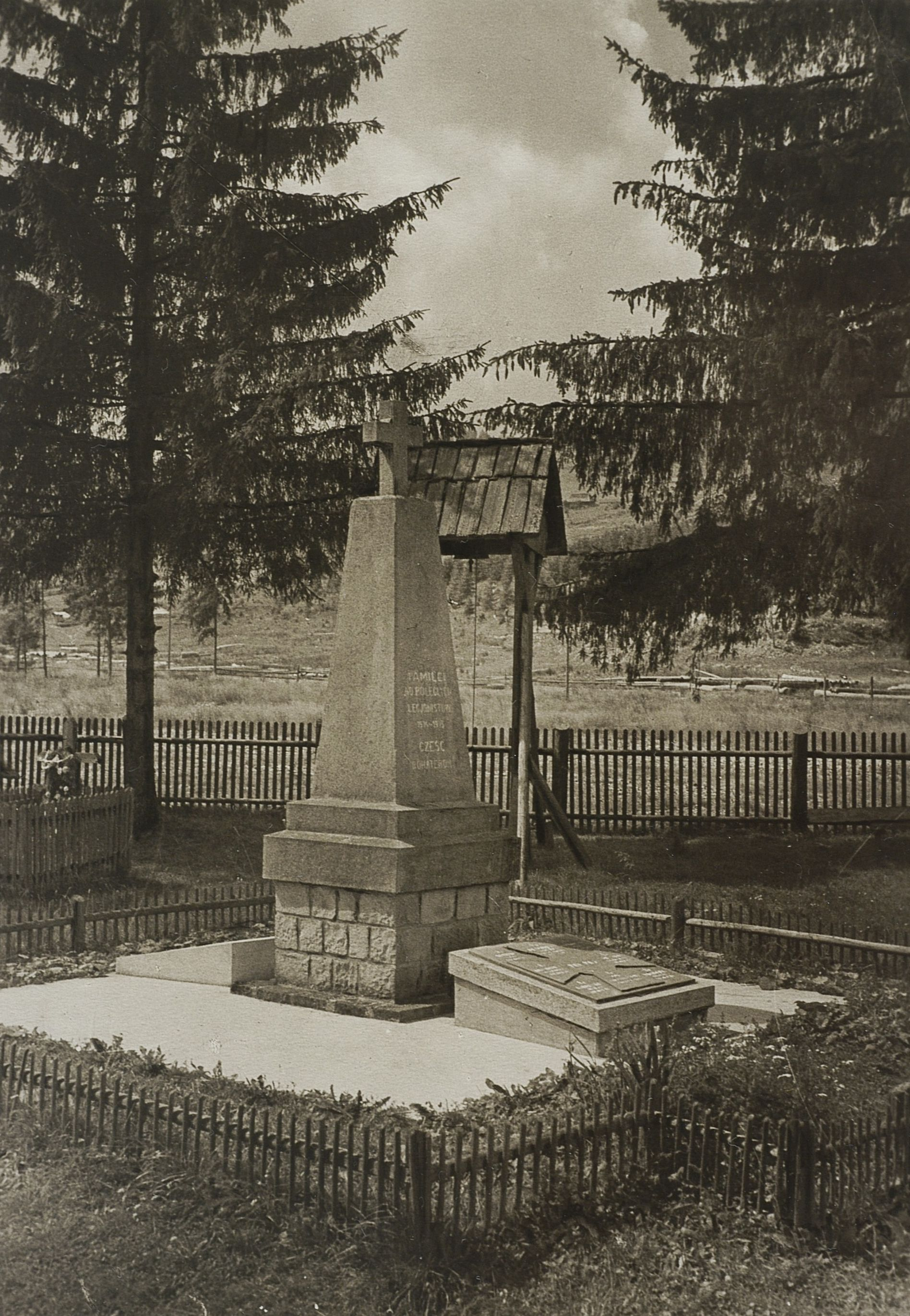
Grobowiec legionowy w Rafajłowej

Rudolf Nardelli (ur. 10 czerwca 1894 w Karwinie, zm. 31 stycznia lub 2 lutego 1915 pod Maksymcem) – plutonowy Legionów Polskich, uczestnik I wojny światowej, kawaler Orderu Virtuti Militari.

## Życiorys
Urodził się w rodzinie Juliusza (Włocha) i Anny z Lindnerów (Niemki). Absolwent Seminarium nauczycielskiego w Białej, pracował następnie jako nauczyciel. Od 1914 ochotnik w Legionach Polskich, żołnierz 2 kompanii (śląskiej) 3 pułku piechoty Legionów Polskich z którym walczył podczas I wojny światowej.
„W opinii przełożonych, każda bitwa w której brał udział N. była przykładem bohaterstwa i szalonej odwagi osobistej. Poległ w czasie ataku na wzgórze pod wioską Maksymowcem /Karpaty/ zdobywając z kilkoma ludźmi silnie obsadzoną placówkę rosyjską”. Za tę postawę został pośmiertnie odznaczony Orderem Virtuti Militari. Jego zwłoki zostały odnalezione 7 lutego 1915 i pochowane na cmentarzu w Rafajłowej.
Był kawalerem.

## Ordery i odznaczenia
- Krzyż Srebrny Orderu Wojskowego Virtuti Militari nr 7673 – pośmiertnie, 17 maja 1922[5][3][6][7][8]